# Ruffey-lès-Echirey
Ruffey-lès-Echirey település Franciaországban, Côte-d’Or megyében. Lakosainak száma 1404 fő (2022. január 1.). Ruffey-lès-Echirey Bretigny, Saint-Apollinaire, Bellefond, Dijon és Varois-et-Chaignot községekkel határos.

## Népesség
A település népessége az elmúlt években az alábbi módon változott:
| Lakosok száma | 696  | 819  | 867  | 1100 | 1269 | 1303 | 1309 | 1328 | 1340 | 1404 |
|               | 1968 | 1982 | 1990 | 2006 | 2013 | 2015 | 2017 | 2019 | 2020 | 2022 |